# NGC 5850
NGC 5850 é uma galáxia espiral barrada (SBb) localizada na direcção da constelação de Virgo. Possui uma declinação de +01° 32' 39" e uma ascensão recta de 15 horas, 07 minutos e 07,5 segundos.
A galáxia NGC 5850 foi descoberta em 24 de Fevereiro de 1786 por William Herschel.